# Arsaces của Pontos
Arsaces của Pontos (thế kỷ 1 TCN) là một hoàng thân của vương quốc Pontos. Ông là một vị vua mang dòng máu Iran và Hy Lạp Macedonia.
Arsaces là con trai thứ hai và là con út của vị vua Pharnaces II xứ Pontos với người vợ Sarmatia của ông ta. Ông có hai anh chị ruột: một người anh có tên là Darius và một em gái tên là Dynamis  Ông bà nội của ông là vị vua Pontos Mithridates VI và Laodice, người em gái và là người vợ đầu tiên của ông ta. Arsaces được sinh ra và lớn lên ở vương quốc Pontos và vương quốc Bosporos.
Theo Strabo, Arsaces và Darius đã được bảo vệ bởi một thủ lĩnh nổi loạn được gọi là Arsaces trong suốt khoảng thời gian khi ông ta trấn giữ một pháo đài bị bao vây bởi Polemon I và Lycomedes của Comana. Năm 37 TCN, Darius qua đời và Arsaces lên kế vị người anh trai của mình làm vua của Pontos. Ông đã được phong làm vua bởi vị tam hùng La Mã Marcus Antonius. Theo Strabo, dưới triều đại của Arsaces, ông "nắm giữ quyền lực của một quân vương và kích động nổi loạn không có được sự chấp nhận của một thái thú La Mã".
Triều đại cai trị của ông khá ngắn ngủi, vì Arsaces qua đời ngay sau đó trong năm 37 TCN hoặc thậm chí có lẽ trong năm 36 TCN. Tiếp đó Marcus Antonius đã đưa Polemon I lên làm vị vua kế vị ông.